# Keith Hetherington
Keith James Hetherington, född 14 september 1929, är en australisk författare som skrivit under egna namnet Keith Hetherington, men även under pseudonymerna Kirk Hamilton, Brett Waring, James Keith och Hank J. Kirby. Enligt vissa uppgifter ska han även ha använt pseudonymerna Charles E. Heming, Keith Conway, Johnny Colt, Jake Douglas och Carl Dekker .

## Biografi
Hetherington debuterade som författare kring 18 års ålder, efter att ha läst en westernhistoria han tycket han själv kunde gjort bättre. Han skickade i ett manus till förläggaren och efter några månader accepterades den och han fick en check och begäran om fler berättelser. Förläggaren köptes samtidigt upp av Cleveland Publishing, en australisk förläggare som specialiserade sig på westernlitteratur. 1957-1961 arbetade han heltid som västernförfattare åt Cleveland och skulle enligt kontakt skriva en pocketbok åt dem varje månad. Det var också förlaget som uppfann pseudonymen Kirk Hamilton, gissningsvis för att initialerna sammanföll med Hetheringtons riktiga namn. 1961-1970 var Hetherington journalist hos Queensland Department of Health. 1970 flyttade han till Victoria och arbetade för Australiens främsta TV-produktionsbolag Crawford Productions 1970-1975. När amerikanska TV-produktioner blev billigare på marknaden fick det australiska produktionsbolaget ekonomiska problem och Hetherington återvände till heltidsförfattande av västernromaner åt Cleveland Publishing. Fram till 1990 skrev han sedan omkring 24 till 27 böcker per år tills Cleveland ansåg att deras lager av hans böcker var tillräckligt samtidigt som de även fick manuskript från andra författare. Senare har han fortsatt skriva böcker åt Robet Hale i England i deras serie A Black Horse Western. 
Enligt Hetheringtons bedömning har han skrivit mellan 400 och 500 västernromaner åt Cleveland, men han bedömde 2009 att det var mer än 600 åt olika förlag. Enligt Hetherington själv använde Cleveland hans ursprungstitel endast i omkring 10% av de böcker som utgavs. Detta kan också vara orsaken till uppgiften att han skrivit upp till 1 000 västernromaner
Hetherington skrev en del serier och mest känd är de 48 böckerna om Bannerman the Enforcer, där en man får specialuppdrag av Texas guvernör. Serien utgavs med framgång i de skandinaviska länderna, kallades Johnny Colt i Tyskland och fyra av dem utgavs i USA 1980. Serien lades ned sedan Clevelands förläggare Les Atkins förklarade att han tröttnat på dem.
Hetherington använde ursprungligen pseudonymen Brett Waring för böcker om Wells Fargo med Clay Nash (ibland angivet Clayton Nash) som huvudperson, men Cleveland blandade ihop namnen och när seriens sista böcker utgavs angavs Kirk Hamilton som författare.
Förutom västernromaner skrev Hetherington under pseudonym James Keith även sex romaner om soldater, Warhawks, för Cleveland.
Under sin tid hos Cleveland hade Hetherington möjlighet att även skriva några andra böcker och likhet med 1960-talet utgavs dessa med hårda pärmar av Robert Hale. Hale har senare utgivit många av Hetheringtons västernböcker i sin serie A Black Horse Western.
Pseudonymen Hank J. Kirby introducerades under Hetheringtons senare tid hos Robert Hale och har använts för böcker om Bronco Madigan.